# 二年級生
二年級生（英語：Sophomore）是指在大學學習的第二年的學生。在体育运动中，Sophomore也可以指在職業運動員中的第二個賽季。